# Генрих I (герцог Брауншвейг-Грубенхагена)
Ге́нрих I Чудесный (нем. Heinrich I. der Wunderliche; август 1267 — 7 сентября 1322, Гельденбург) — герцог Брауншвейг-Люнебурга и князь Грубенхагена в 1291—1322 годах.

## Жизнь
Он был старшим сыном герцога Брауншвейга Альбрехта I и его второй жены Алессины, дочери маркиза Монферрата Бонифация II. Его отец управлял герцогством Брауншвейг-Люнебург вместе со своим братом Иоганном, пока они не поделили территорию в 1269 году. Альбрехт продолжал править княжеством Вольфенбюттель до своей смерти в 1279 году.
Сначала Генрих правил Брауншвейгским княжеством Вольфенбюттель вместе со своими младшими братьями Альбрехтом II и Вильгельмом. В 1291 году они снова поделили территорию; Генрих получил территорию, которая стала называться княжеством Грубенхаген. В него вошли города Айнбек, половина Хамельна, Клаусталь, Амелунгсборн, Дудерштадт, Херцберг и Остероде. Генрих поссорился со своим братом Альбрехтом, который получил княжество Гёттинген, из-за оставшихся областей вокруг Брауншвейга и Вольфенбюттеля, но Альбрехт одержал победу, и Генрих отступил в Грубенхаген. Он выбрал Айнбек в качестве своей резиденции.
В 1320 году император назначил Генриха имперским викарием. Он умер в 1322 году, и его трое выживших сыновей, которые не избрали путь религии, поделили его территорию между собой.
Его прозвище Чудесный (Wunderliche, лат. Mirabilis) – из-за щедрых пожертвований церкви.

## Дети
В 1282 году Генрих I женился на Агнес, дочери Альбрехта II, маркграфа Мейсена. У них было 16 детей:
- Елизавета (род. ок. 1282), жена Фридриха, графа Байхлингена
- Отто (ок. 1283 — после 1309)
- Альбрехт (ок.  1284 — после 1341), рыцарь Тевтонского ордена
- Аделаида (1285—1320), жена короля Чехии Генриха Хорутанского
- Фаси (дочь; ок. 1286 — после 1312)
- Агнес (ок. 1287 — 1332/1336), аббатиса в Остероде
- Генрих (ок. 1289 — после 1351)
- Фридрих (ок. 1291 — ок. 1323)
- Адельгейда (ок. 1293 — 17 августа 1324), жена императора Византии Андроника III Палеолога
- Конрад (ок. 1294 — ок. 1320)
- Мехтильда (ок. 1295 – между 24 октября 1333 и 14 марта 1344), жена Иоганна II Верльского
- Эрнст (ок. 1297 — 11 марта 1361)
- Вильгельм[нем.] (ок. 1298—1360)
- Рихарда (ок. 1300 — 1332/1336), аббатиса в Остероде
- Маргарита (ок. 1300 — после 1312)
- Иоганн, (до 1322 — 23 мая 1367), ректор в Айнбеке